# 里茲站 (伊利諾伊州)
里茲站（英語：Reeds Station）是位於美國伊利諾伊州傑克遜縣的一個非建制地區。該地的面積和人口皆未知。

## 地理
里茲站的座標為37°46′40″N 89°09′39″W / 37.77778°N 89.16083°W，而該地的平均海拔高度為125米（即410英尺）。